# Denis Charles
Denis Alphonso Charles (4. december 1933 i St. Croix på Jomfruøerne – 24. marts 1998 i New York City, New York, USA) var en amerikansk freejazz trommeslager og percussionist.
Charles kom til New York i 1945 , og begyndte at spille jobs omkring i byen. I 1954 fik han sit gennembrud i freejazz pianisten Cecil Taylors gruppe , og det er vel også der han er mest kendt fra. Han spillede med Taylor til 1958, og derefter indspillede med bl.a. sopransaxofonisten Steve Lacy, big bandarrangøren og pianisten Gil Evans, og klarinetisten Jimmy Giuffre.
Indspillede calypsomusik med tenorsaxofonisten Sonny Rollins, for derefter at vende tilbage til Lacy hvor han blev til 1964. 
Denis Charles arbejdede i 1967 med Don Cherry og Archie Shepp, og forsvandt så fra jazzscenen til 1971. Op igennem 70'erne og 80'erne arbejdede han bl.a. sammen med tenorsaxofonisterne Frank Lowe og David Murray, og spillede jævnligt på klubberne i New York. Han spillede også funk og caribisk musik , og har lavet 3 plader i eget navn.

## Diskografi
- Denis Charles – Queen Mary
- Denis Charles – Drum Talk
- Denis Charles – Captain Of The Deep
- Denis Charles – A Scream For Charles Taylor